# Screen Actors Guild Award/Beste Nebendarstellerin

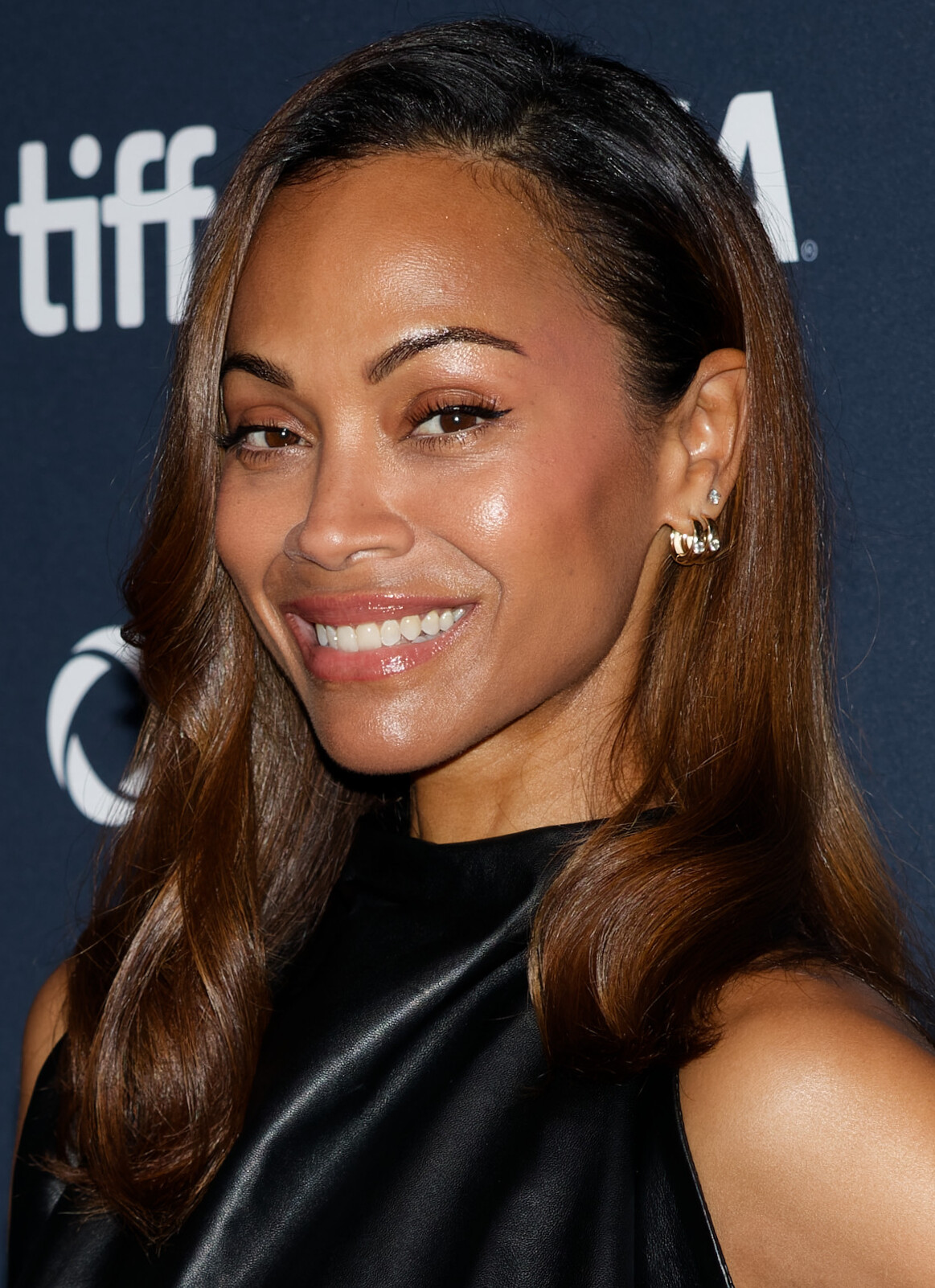
Preisträgerin 2025: Zoë Saldaña (Emilia Pérez)

Der Screen Actors Guild Award in der Kategorie Beste Nebendarstellerin (Originalbezeichnung: Outstanding Performance by a Female Actor in a Supporting Role) ist eine der Auszeichnungen, die jährlich in den Vereinigten Staaten von der Screen Actors Guild, einer Gewerkschaft von Schauspielern, verliehen werden. Sie richtet sich an Schauspielerinnen, die eine hervorragende Leistung in einer Nebenrolle in einem Spielfilm erbracht haben. Die Kategorie wurde 1995 ins Leben gerufen. Die Gewinner werden in einer geheimen Abstimmung durch die Vollmitglieder der Gewerkschaft ermittelt.

## Statistik

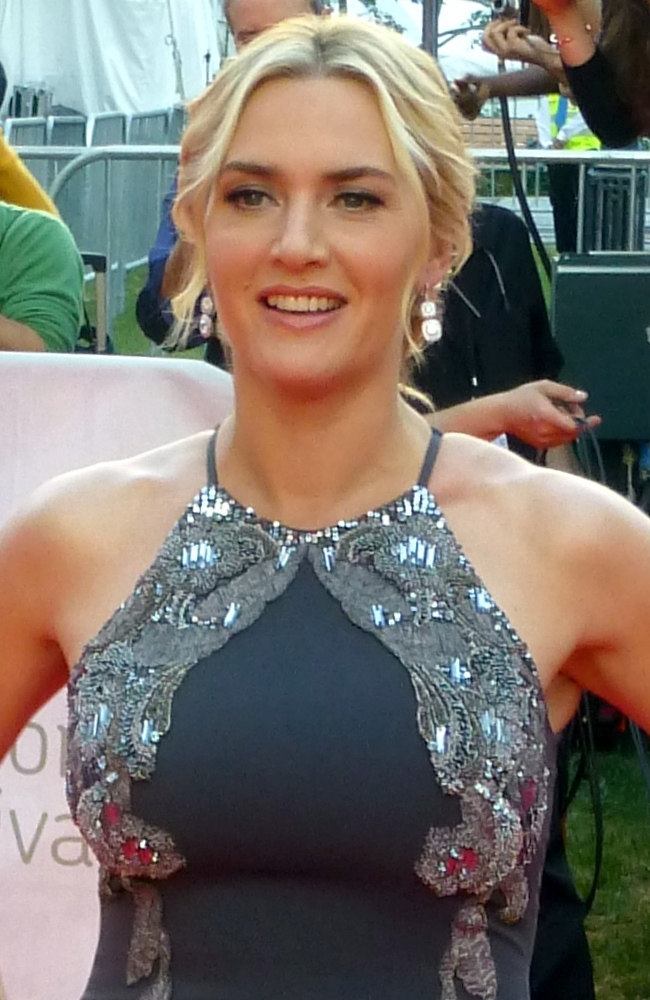
Zweimalige Siegerin Kate Winslet (2015)

Die Kategorie Beste Nebendarstellerin wurde zur ersten Verleihung im Februar 1995 geschaffen. Seitdem wurden an 31 verschiedene Schauspielerinnen eine Gesamtanzahl von 32 Preisen in dieser Kategorie verliehen. Die erste Preisträgerin war Dianne Wiest, die 1995 für ihre Rolle als Helen Sinclair in Woody Allens Filmkomödie Bullets Over Broadway ausgezeichnet wurde. Die bisher letzte Preisträgerin war Zoë Saldaña, die 2025 für ihre Rolle als Rita Moro Castro in Jacques Audiards Musical-Thriller Emilia Pérez geehrt wurde.
Mit dem Stand der Verleihung 2025 stimmte die Gewinnerin dieser Kategorie in acht Fällen nicht mit der späteren Oscar-Preisträgerin überein. Das waren Kate Winslet 1996 für Sinn und Sinnlichkeit, Lauren Bacall 1997 für Liebe hat zwei Gesichter, Gloria Stuart 1998 für Titanic (die zweite Gewinnerin Kim Basinger gewann ihn für L.A. Confidential), Kathy Bates 1999 für Mit aller Macht, Judi Dench 2001 für Chocolat – Ein kleiner Biss genügt, Helen Mirren 2002 für Gosford Park, Ruby Dee 2008 für American Gangster, Kate Winslet 2009 für Der Vorleser (sie gewann stattdessen den Oscar für die beste weibliche Hauptrolle) und Emily Blunt 2019 für A Quiet Place. 2001 war auch das erste Mal überhaupt, dass ein späterer Oscargewinner nicht zuvor für den SAG-Award nominiert worden ist. 2019 wiederholte sich dies, im Gegenzug wurde die SAG-Gewinnerin in dieser Kategorie erstmals nicht für den Oscar nominiert.
Älteste Gewinnerin und zugleich älteste nominierte Schauspielerin mit 87 Jahren war 1998 die US-Amerikanerin Gloria Stuart (Titanic). Jüngste Siegerin mit 20 Jahren war 1996 die Britin Kate Winslet (Sinn und Sinnlichkeit); jüngste nominierte Schauspielerin mit sieben Jahren 2002 die US-Amerikanerin Dakota Fanning (Ich bin Sam).
| Statistik                          | Schauspielerin | Anzahl | Jahre                         |
| ---------------------------------- | -------------- | ------ | ----------------------------- |
| Häufigste Auszeichnung             | Kate Winslet   | 2      | 1996, 2009                    |
| Häufigste Nominierungen (* = Sieg) | Cate Blanchett | 5      | 2002, 2005*, 2007, 2008, 2022 |
| Häufigste Nominierungen ohne Sieg  | Amy Adams      | 4      | 2006, 2009, 2011, 2019        |

## Gewinner und Nominierte
Die unten aufgeführten Filme werden mit ihrem deutschen Verleihtitel (sofern ermittelbar) angegeben, danach folgt in Klammern in kursiver Schrift der fremdsprachige Originaltitel. Die Nennung des Originaltitels entfällt, wenn deutscher und fremdsprachiger Filmtitel identisch sind. Die Gewinner stehen hervorgehoben in fetter Schrift an erster Stelle.

### 1995–2000
1995
Dianne Wiest – Bullets Over Broadway
Jamie Lee Curtis – True Lies – Wahre Lügen (True Lies)
Sally Field – Forrest Gump
Uma Thurman – Pulp Fiction
Robin Wright – Forrest Gump
1996
Kate Winslet – Sinn und Sinnlichkeit (Sense and Sensibility)
Stockard Channing – Smoke
Anjelica Huston – Crossing Guard – Es geschah auf offener Straße (The Crossing Guard)
Mira Sorvino – Geliebte Aphrodite (Mighty Aphrodite)
Mare Winningham – Georgia
1997
Lauren Bacall – Liebe hat zwei Gesichter (The Mirror Has Two Faces)
Juliette Binoche – Der englische Patient (The English Patient)
Marisa Tomei – Ein Licht in meinem Herzen (Unhook the Stars)
Gwen Verdon – Marvins Töchter (Marvin’s Room)
Renée Zellweger – Jerry Maguire – Spiel des Lebens (Jerry Maguire)
1998
Kim Basinger – L.A. Confidential

Gloria Stuart – Titanic
Minnie Driver – Good Will Hunting
Alison Elliott – Wings of the Dove – Die Flügel der Taube (The Wings of the Dove)
Julianne Moore – Boogie Nights
1999
Kathy Bates – Mit aller Macht (Primary Colors)
Brenda Blethyn – Little Voice
Judi Dench – Shakespeare in Love
Rachel Griffiths – Hilary & Jackie (Hilary and Jackie)
Lynn Redgrave – Gods and Monsters
2000
Angelina Jolie – Durchgeknallt (Girl, Interrupted)
Cameron Diaz – Being John Malkovich
Catherine Keener – Being John Malkovich
Julianne Moore – Magnolia
Chloë Sevigny – Boys Don’t Cry

### 2001–2010
2001
Judi Dench – Chocolat – Ein kleiner Biss genügt (Chocolat)
Kate Hudson – Almost Famous – Fast berühmt (Almost Famous)
Frances McDormand – Almost Famous – Fast berühmt (Almost Famous)
Julie Walters – Billy Elliot – I Will Dance (Billy Elliot)
Kate Winslet – Quills – Macht der Besessenheit (Quills)
2002
Helen Mirren – Gosford Park
Cate Blanchett – Banditen! (Bandits)
Judi Dench – Schiffsmeldungen (The Shipping News)
Cameron Diaz – Vanilla Sky
Dakota Fanning – Ich bin Sam (I am Sam)
2003
Catherine Zeta-Jones – Chicago
Kathy Bates – About Schmidt
Julianne Moore – The Hours – Von Ewigkeit zu Ewigkeit (The Hours)
Michelle Pfeiffer – Weißer Oleander (White Oleander)
Queen Latifah – Chicago
2004
Renée Zellweger – Unterwegs nach Cold Mountain (Cold Mountain)
Maria Bello – The Cooler – Alles auf Liebe (The Cooler)
Keisha Castle-Hughes – Whale Rider
Patricia Clarkson – Pieces of April – Ein Tag mit April Burns (Pieces of April)
Holly Hunter – Dreizehn (Thirteen)
2005
Cate Blanchett – Aviator (The Aviator)
Cloris Leachman – Spanglish
Laura Linney – Kinsey – Die Wahrheit über Sex (Kinsey)
Virginia Madsen – Sideways
Sophie Okonedo – Hotel Ruanda (Hotel Rwanda)
2006
Rachel Weisz – Der ewige Gärtner (The Constant Gardener)
Amy Adams – Junikäfer (Junebug)
Catherine Keener – Capote
Frances McDormand – Kaltes Land (North Country)
Michelle Williams – Brokeback Mountain
2007
Jennifer Hudson – Dreamgirls
Adriana Barraza – Babel
Cate Blanchett – Tagebuch eines Skandals (Notes on a Scandal)
Abigail Breslin – Little Miss Sunshine
Rinko Kikuchi – Babel
2008
Ruby Dee – American Gangster
Cate Blanchett – I’m Not There
Catherine Keener – Into the Wild
Amy Ryan – Gone Baby Gone – Kein Kinderspiel (Gone Baby Gone)
Tilda Swinton – Michael Clayton
2009
Kate Winslet – Der Vorleser (The Reader)
Amy Adams – Glaubensfrage (Doubt)
Penélope Cruz – Vicky Cristina Barcelona
Viola Davis – Glaubensfrage (Doubt)
Taraji P. Henson – Der seltsame Fall des Benjamin Button (The Curious Case of Benjamin Button)
2010
Mo’Nique – Precious – Das Leben ist kostbar (Precious: Based on the Novel “Push” by Sapphire)
Penélope Cruz – Nine
Vera Farmiga – Up in the Air
Anna Kendrick – Up in the Air
Diane Kruger – Inglourious Basterds

### 2011–2020
2011
Melissa Leo – The Fighter
Amy Adams – The Fighter
Helena Bonham Carter – The King’s Speech
Mila Kunis – Black Swan
Hailee Steinfeld – True Grit
2012
Octavia Spencer – The Help
Bérénice Bejo – The Artist
Jessica Chastain – The Help
Melissa McCarthy – Brautalarm (Bridesmaids)
Janet McTeer – Albert Nobbs
2013
Anne Hathaway – Les Misérables
Sally Field – Lincoln
Helen Hunt – The Sessions – Wenn Worte berühren (The Sessions)
Nicole Kidman – The Paperboy
Maggie Smith – Best Exotic Marigold Hotel (The Best Exotic Marigold Hotel)
2014
Lupita Nyong’o – 12 Years a Slave
Jennifer Lawrence – American Hustle
Julia Roberts – Im August in Osage County (August: Osage County)
June Squibb – Nebraska
Oprah Winfrey – Der Butler (The Butler)
2015
Patricia Arquette – Boyhood
Keira Knightley – The Imitation Game – Ein streng geheimes Leben (The Imitation Game)
Emma Stone – Birdman oder (Die unverhoffte Macht der Ahnungslosigkeit) (Birdman or (The Unexpected Virtue of Ignorance))
Meryl Streep – Into the Woods
Naomi Watts – St. Vincent
2016
Alicia Vikander – The Danish Girl
Rooney Mara – Carol
Rachel McAdams – Spotlight
Helen Mirren – Trumbo
Kate Winslet – Steve Jobs
2017
Viola Davis – Fences
Naomie Harris – Moonlight
Nicole Kidman – Lion – Der lange Weg nach Hause (Lion)
Octavia Spencer – Hidden Figures – Unerkannte Heldinnen (Hidden Figures)
Michelle Williams – Manchester by the Sea
2018
Allison Janney – I, Tonya
Mary J. Blige – Mudbound
Hong Chau – Downsizing
Holly Hunter – The Big Sick
Laurie Metcalf – Lady Bird
2019
Emily Blunt – A Quiet Place
Amy Adams – Vice – Der zweite Mann (Vice)
Margot Robbie – Maria Stuart, Königin von Schottland (Mary Queen of Scots)
Emma Stone – The Favourite – Intrigen und Irrsinn (The Favourite)
Rachel Weisz – The Favourite – Intrigen und Irrsinn (The Favourite)
2020
Laura Dern – Marriage Story
Scarlett Johansson – Jojo Rabbit
Nicole Kidman – Bombshell – Das Ende des Schweigens (Bombshell)
Jennifer Lopez – Hustlers
Margot Robbie – Bombshell – Das Ende des Schweigens (Bombshell)

### 2021–2030
2021
Yoon Yeo-jeong – Minari – Wo wir Wurzeln schlagen (Minari)
Marija Bakalowa – Borat Anschluss Moviefilm (Borat Subsequent Moviefilm)
Glenn Close – Hillbilly-Elegie (Hillbilly Elegy)
Olivia Colman – The Father
Helena Zengel – Neues aus der Welt (News of the World)
2022
Ariana DeBose – West Side Story
Caitríona Balfe – Belfast
Cate Blanchett – Nightmare Alley
Kirsten Dunst – The Power of the Dog
Ruth Negga – Seitenwechsel (Passing)
2023
Jamie Lee Curtis – Everything Everywhere All at Once
Angela Bassett – Black Panther: Wakanda Forever
Hong Chau – The Whale
Kerry Condon – The Banshees of Inisherin
Stephanie Hsu – Everything Everywhere All at Once
2024
Da’Vine Joy Randolph – The Holdovers
Emily Blunt – Oppenheimer
Danielle Brooks – Die Farbe Lila (The Color Purple)
Penélope Cruz – Ferrari
Jodie Foster – Nyad
2025
Zoë Saldaña – Emilia Pérez
Monica Barbaro – Like A Complete Unknown (A Complete Unknown)
Jamie Lee Curtis – The Last Showgirl
Danielle Deadwyler – The Piano Lesson
Ariana Grande – Wicked